# La Freissinouse
 La Freissinouse  es una población y comuna francesa, situada en la región de Provenza-Alpes-Costa Azul, departamento de Altos Alpes, en el distrito de Gap y cantón de Gap-Campagne.

## Demografía
| 230 | 228 | 224 | 334 | 365 | 456 | 499 | 708 | 876 |
| Para los censos de 1962 a 1999 la población legal corresponde a la población sin duplicidades (Fuente: INSEE [Consultar]) |     |     |     |     |     |     |     |     |